# Manoir de la Cour (Théhillac)
Pour les articles homonymes, voir Manoir de la Cour.
Le manoir de la Cour (ou château de Théhillac) est un manoir de Théhillac, dans le Morbihan.

## Localisation
Le manoir est situé au hameau de La Cour, à environ 1 km à l'est du centre-bourg de Théhillac.

## Historique
Le site manorial, entouré de douves, est en place dès le XIVe siècle ; l'ancien logis est devenu une dépendance du nouveau château construit au milieu du XVIIe siècle. Très remanié, ce premier manoir, qui fut le berceau de la famille de Théhillac, présente encore quelques éléments médiévaux de défense. En 1830, il bénéficie d'une campagne de restauration.
Après la famille de Théhillac, les terres passent successivement aux familles de La Lande (XVe siècle), Gabard (XVIIe siècle), Rollieux, Becdelièvre (début du XVIIIe siècle), Derval (fin du XVIIIe), Trogoff (fin du XIXe siècle), Saint-Germain [milieu du XXe siècle). Le manoir est la propriété de la famille Le Verger depuis 1977.
Les façades et toitures du corps de logis et des communs, ainsi que les douves, sont inscrites au titre des monuments historiques par arrêté du 2 novembre 1979. Par arrêté du 19 septembre 2022, cette inscription est étendue à la totalité du château et des communs, ainsi qu'aux deux avenues donnant accès au manoir.

## Description
Le corps de logis de l'ancien manoir, au nord, se présente comme un bâtiment rectangulaire, construit en schiste et surmonté d'un toit en ardoises. Une petite tour carrée prolonge ce bâtiment au nord-ouest et une deuxième tour, ronde, bâtie au sud-est.
Les douves sont creusées selon un plan rectangulaire d'environ 140 m de long d'est en ouest pour 90 m de large du nord au sud, entourant le site manorial.

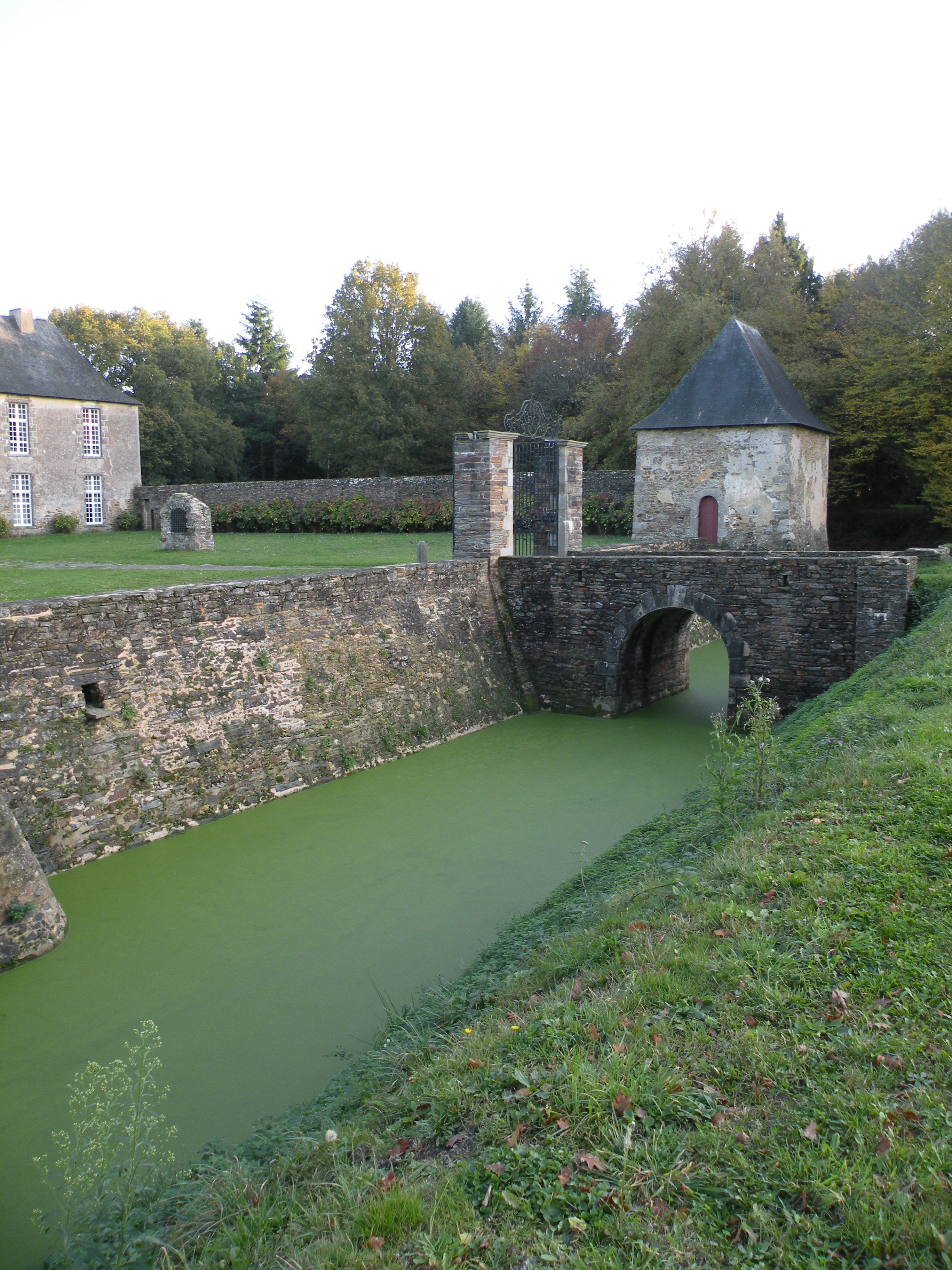
Les douves.
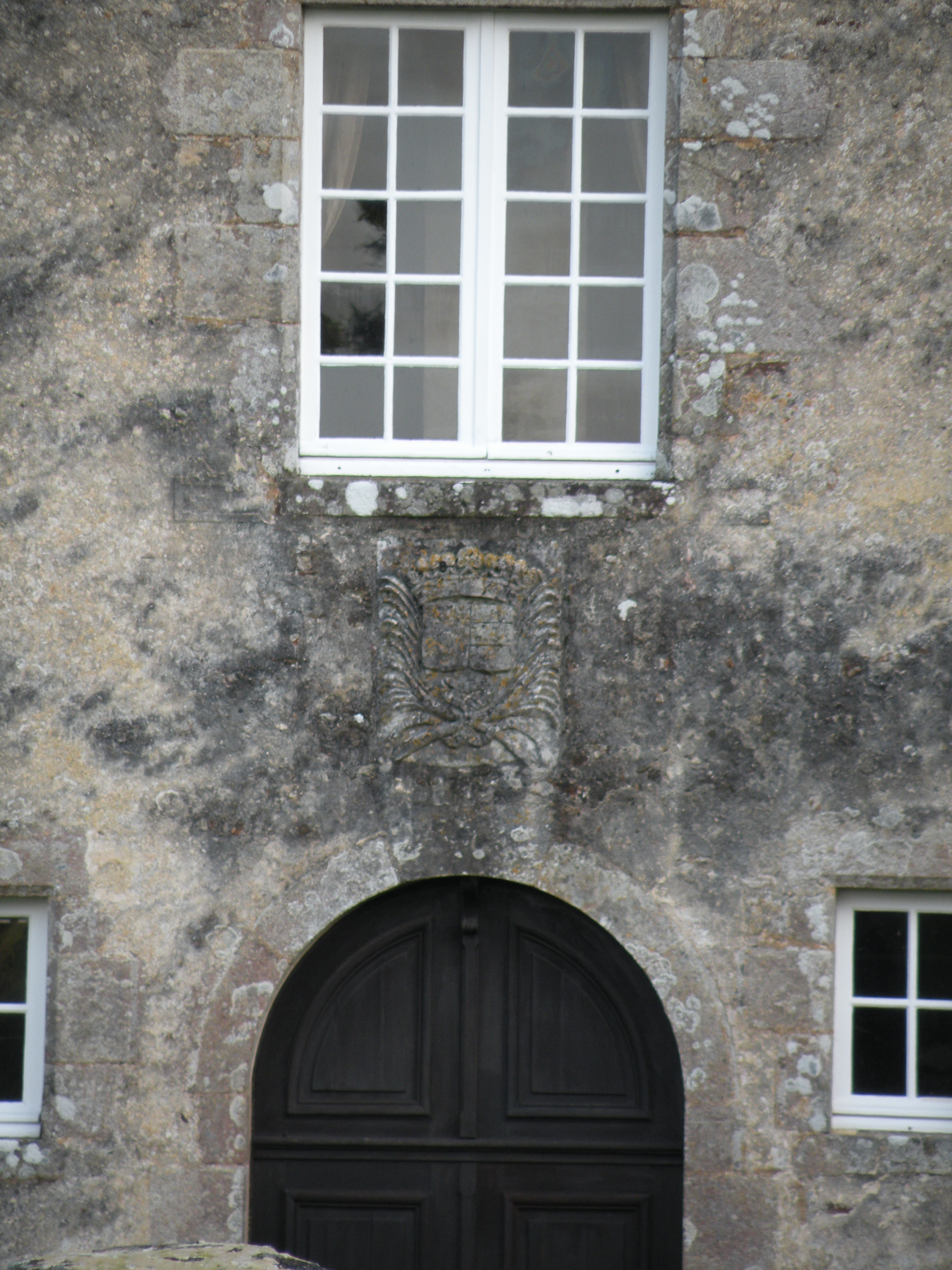
Armoiries au-dessus d'une porte.